# Basavanashivanakere, Chitradurga
Basavanashivanakere là một làng thuộc tehsil Chitradurga, huyện Chitradurga, bang Karnataka, Ấn Độ.